# Петров, Александр Александрович (математик)
Алекса́ндр Алекса́ндрович Петро́в (3 февраля 1934, Орехово-Зуево, Московская область — 23 февраля 2011, Москва) — советский и российский учёный, математик, специалист в области математического моделирования экономических систем и исследования операций, заведующий отделом математического моделирования экономических систем ВЦ РАН, академик Российской академии наук (1997), заслуженный профессор Московского государственного университета (1999).

## Биография
- В 1957 году окончил Московский физико-технический институт (МФТИ), профессия инженер-физик по специальности термодинамика.
- С 1960 по 1963 год ассистент кафедры «Теоретическая механика» МФТИ.
- С 1963 до самой смерти работал в Вычислительном центре АН СССР (РАН). С 1963 по 1968 год младший научный сотрудник, с 1968 по 1985 год заведующий сектором, с 1985 года — заведующий отделом.
- В 1964 году в МФТИ защитил диссертацию на соискание степени кандидата физико-математических наук по специальности вычислительная математика.
- С 1965 по 2011 год работал в МФТИ. С 1965 по 1974 год — доцент кафедры «Гидродинамика», с 1974 по 1999 год — профессор кафедры «Исследование операций и математическая экономика», с 1999 по 2011 год — заведующий кафедрой «Управление и вычислительные системы».
- В 1974 году стал доктором физико-математических наук по специальности математическая кибернетика.
- В 1977 году присуждено звание профессора по специальности математическая кибернетика.
- В 1980 году стал лауреатом Государственной премии СССР в области науки за цикл работ «Динамика тел с полостями, содержащими жидкость» (совместно с Н. Н. Моисеевым, В. В. Румянцевым и Ф. Л. Черноусько).
- 7 декабря 1991 года избран членом-корреспондентом РАН в Секцию математики, механики, информатики по специальности «Математическое моделирование».
- 29 мая 1997 года избран академиком РАН в Отделение информатики, вычислительной техники и автоматизации по специальности «Информатика».
- C 1998 по 1999 год — профессор кафедры «Информационные системы» Московского государственного университета.

Умер после тяжёлой, продолжительной болезни. Похоронен на Троекуровском кладбище в Москве.

### Книги
- Моисеев Н. Н., Петров А. А. Численные методы расчёта собственных частот колебаний ограниченного объёма жидкости Архивная копия от 12 июля 2018 на Wayback Machine. — М.: ВЦ АН СССР, 1966. — 269 с.
- Краснощёков П. С., Петров А. А. Принципы построения моделей. — М.: МГУ, 1983. — 263 с.
  - Краснощёков П. С., Петров А. А. Принципы построения моделей. — 2-е изд., пересмотр. и доп. — М.: ФАЗИС, 2000. — 412 с. — (Математическое моделирование; Вып.1). — ISBN 5-7036-0061-8.
- Петров А. А., Поспелов И. Г., Шананин А. А. Опыт математического моделирования экономики. — М.: Энергоатомиздат, 1996. — 544 с. — 1500 экз. — ISBN 5-283-03169-1.
- Петров А.А. Экономика. Модели. Вычислительный эксперимент. — М.: Наука, 1996. — 252 с. — (Кибернетика - неограниченные возможности и возможные ограничения). — ISBN 5-02-007060-2.
- Петров А. А., Поспелов И. Г., Шананин А. А. От Госплана к неэффективному рынку: Математический анализ эволюции российских экономических структур. The Edwin Mellen Press, Lewiston- NY, USA, 1999. 393 р.
- Автухович Э. В., Гуриев С. М., Оленёв Н. Н., Петров А. А., Поспелов И. Г., Шананин А. А., Чуканов С. В. Математическая модель экономики переходного периода. — М.: ВЦ РАН, 1999. — 143 с. — (Сообщения по прикладной математике). — 120 экз.
- Автухович Э.В., Бурова Н.К., Дорин Б.Л., Панов С.С., Петров А.А., Поспелов И.Г., Поспелова И.И., Ташлицкая Я.М., Чуканов С.В., Шананин А.А., Шапошник Д.В. Оценка потенциала роста экономики России с помощью математической модели. — М.: ВЦ РАН, 2000. — 153 с. — 120 экз.
- Петров А. А. Об экономике языком математики. — М.: ФАЗИС, 2003. — 112 с. — ISBN 5-7036-0081-2.
  - Петров А. А. Об экономике языком математики (или чем экономика "хуже" физики). — 2-е изд.. — М.: URSS, 2021 год. — 208 с. — ISBN 978-5-9710-7623-0.
- Петров А. А. Никита Николаевич Моисеев — судьба страны в судьбе учёного. — М.: АНО «Журнал «Экология и жизнь», 2011. — 152 с. — (Библиотека журнала «Экология и жизнь»). — 2000 экз. — ISBN 978-5-904553-04-3.

### Препринты ВЦ (АН СССР, РАН)
- Модели и алгоритмы программного метода планирования сложных систем : [Сб. статей] / АН СССР. ВЦ ; [Отв. ред. д. ф.-м. н. А. А. Петров]. — Москва : ВЦ АН СССР, 1979. — 111 с. : ил.; 22 см.
- Математические модели некоторых хозяйственных механизмов централизованной экономики / И. А. Нидеккер, А. А. Петров, И. Г. Поспелов. — М. : ВЦ АН СССР, 1985. — 62 с. : ил.; 21 см. — (Сообщ. по прикл. математике).
- Математическая модель воспроизводства в централизованной плановой экономике с товарно-денежными отношениями / А. П. Крутов, А. А. Петров, И. Г. Поспелов. — М. : ВЦ АН СССР, 1989. — 48,[1] с. : ил.; 21 см. — (Сообщ. по прикл. математике)
- Проблемы математического обеспечения оценки последствий крупных экономических проектов / А. А. Петров, И. Г. Поспелов, А. А. Шананин. — М. : ВЦ АН СССР, 1990. — 43 с.; 22 см. — (Сообщ. по прикл. математике)
- Концепция математического обеспечения оценки последствий крупных экономических проектов / А. А. Петров, И. Г. Поспелов, А. А. Шананин. — М. : ВЦ АН СССР, 1990. — 43,[1] с.; 22 см. — (Сообщ. по прикл. математике)
- Оценки последствий экономической реформы и крупных технических проектов для экономики СССР / А. А. Петров, А. Ю. Бузин, А. П. Крутов, И. Г. Поспелов. — М. : ВЦ АН СССР, 1990. — 43 с. : граф.; 22 см. — (Сообщ. по прикл. математике)
- Петров А. А., Поспелов И. Г., Поспелова Л. Я.  ЭКОМОД — система интеллектуальной поддержки математического моделирования экономики Архивная копия от 21 января 2022 на Wayback Machine. Сер. «Вычислительная математика и информатика». М.: ВЦ РАН, 1996. 92 с.
- Об одной модели потребления продуктов текущего и длительного пользования / А. А. Петров, А. А. Шананин. — М. : ВЦ РАН, 1997. — 58,[3] с. : ил.; 20 см. — (Сообщения по прикладной математике).
- Андреев М. Ю., Вржещ В. П., Жукова А. А., Здановская В. С., Петров А. А., Пильник Н. П., Поспелов И. Г., Хохлов М. А. Опыт моделирования экономической динамики республики Казахстан в период мирового финансового кризиса Архивная копия от 2 октября 2021 на Wayback Machine. — М.: ВЦ РАН, 2010. — 161 с.

### Избранные статьи
- Петров А. А., Иванилов Ю. П. Динамическая модель расширения и перестройки производства (ПИ-модель) // Кибернетику — на службу коммунизму. М.: Энергия, 1971. 2.0 п.л.
- Оленёв Н.Н., Петров А.А., Поспелов И.Г. Модель регулирования экологических последствий экономического роста // Матем. моделирование. — Москва, 1998. — № Т. 10, № 8.. — С. 17—32.
- Петров А.А. Анализ перестройки и реформы российской экономики методами математического моделирования // Экономическая наука современной России. — 1999. — № 4. — С. 7—44.
- Петров А. А., Поспелов И. Г. Модельная «летопись» российских экономических реформ. // Материалы российского научного симпозиума «Математическое и компьютерное моделирование социально-экономических процессов». Нарофоминск, 11-16 декабря 2000. М.: ГУУ. 2000. С. 64-104.
- Петров А. А. Выдающийся российский учёный Н. Н. Моисеев // сб. Экомод-2007 Архивная копия от 23 сентября 2015 на Wayback Machine. С. 9—28.

### Брошюры серии «Знание»
- Петров А. А. Математические модели прогнозирования народного хозяйства Архивная копия от 2 сентября 2019 на Wayback Machine. М.: Знание, 1974, № 11. 64 с.
- Информатика и проектирование / П. С. Краснощёков, А. А. Петров, В. В. Фёдоров. — М. : Знание, 1986. — 46,[2] с. : ил.; 24 см. — (10/1986).
- Петров А. А. Математическое моделирование экономического развития Архивная копия от 2 сентября 2019 на Wayback Machine. М.: Знание, 1983, № 6. 64 с.

### Переводы
Как и многие научные сотрудники ведущих научных учреждений АН СССР, А. А. Петров участвовал в выполнении профессиональных переводов на русский язык книг по своей и близким специальностям. В том числе.
- Милн-Томсон, Л. М. Теоретическая гидродинамика = Theoretical Hydrodynamics / L. M. Milne-Thomson / Л. М. Милн-Томсон; пер. с англ. А. А. Петрова, Я. И. Секерж-Зеньковича, П. И. Чушкина; под ред. Н. Н. Моисеева. — Москва : Мир, 1964. — 355 с. — Предм. указ.: с. 638—643.
- Грувер, Микель. САПР и автоматизация производства = CAD/CAM: Computer-Aided design and Manufacturing / M. P. Groover, E. W. Zimmers / М. Грувер, Э. Зиммерс; пер. с англ. О. О. Белоусова, А. С. Манделя, А. А. Петрова; под ред. Е. К. Масловского. — Москва : Мир, 1987. — 528 с. : ил. — Библиогр. в конце гл. — Указ. имен: c. 519. — Предм. указ.: с. 520—523.
- Крамер, Гаральд. Математические методы статистики / Г. Крамер; переводчики: А. С. Монин, А. А. Петров; под редакцией А. Н. Колмогорова. — Москва : Регулярная и хаотическая динамика ; Ижевск : Институт компьютерных исследований, 2019. — 648 с. (переиздание, 2-е изд. вышло М.: Мир, 1975[2].)

## Награды и признание
Заслуги Александра Александровича перед наукой общеизвестны и отмечены:
- Государственной премией СССР,
- Орденом Дружбы,
- орденом М. В. Ломоносова за развитие науки,
- медалью за достижения в экономике им. В. В. Леонтьева,
- Национальной общественной премией имени Петра Великого за исследования в области математических методов в экономике,
- медалью Монгольской академии наук,
- званиями заслуженного профессора МФТИ и заслуженного профессора МГУ.